# Heike Kemmer
Heike Kemmer (Berlim, 24 de abril de 1962) é uma adestradora  alemã, bicampeã olímpica. 

## Carreira
Heike Kemmer representou seu país nos Jogos Olímpicos de 2004 e 2008, na qual conquistou a medalha de ouro em no adestramento por equipes, em 2004 e 2008 e bronze no adestramento individual em 2008. 